# Jüdischer Friedhof Eppelsheim
Der Jüdische Friedhof in Eppelsheim (Landkreis Alzey-Worms, Rheinland-Pfalz) wurde 1833 auf einem langgestreckten rechteckigen Areal am Dintesheimer Weg westlich des Ortes angelegt und mit einer Bruchsteinmauer eingefriedet. Der Friedhof diente auch für Juden aus dem knapp vier Kilometer entfernten Gundersheim sowie dem mehr als sieben Kilometer entfernten Westhofen als Begräbnisstätte. 70 Grabmäler mit Todesdaten von 1817(!) bis 1916 sind erhalten. Seit 1977 sind die Grabsteine, die hauptsächlich aus Sandstein und im Fall der jüngsten Exemplare aus Schwarz-Schwedisch gefertigt sind, an der Mauer aufgestellt. Neben Stelen mit Bogenschluss gibt es Obelisken mit Palmzweigen, das Buch des Lebens mit geknickter Rose und solche mit Giebelabschlüssen und in Ädikulaform. Eine Stele ist mit dem Relief einer Levitenkanne versehen.
Nach dem Untergang der Synagoge des 19. Jahrhunderts ist der Friedhof das einzige verbliebene Zeugnis für die jüdische Gemeinde des Ortes.
Der Jüdische Friedhof ist gemäß § 3 Absatz 1 in Verbindung mit § 5 Absatz 5 des Denkmalschutzgesetzes von Rheinland-Pfalz geschützt.